# Fusion Records
La Fusion Records è una sub-label olandese della Freaky Records, la quale in un primo momento, pubblica musica hard trance e registrazioni hard house, ma non si concentra su hardstyle. Dopo la fine della Super Plastik (un altro sub label della Freak Records), gli artisti si avvicinarono alla Fusion Records.

## Artisti
- DJ Zany
- Donkey Rollers
- DJ Pavo
- DJ Duro
- B-Front
- Floorcrushers
- Southstylers
- Walt Jenssen
- Pascal Feliz
- Rebourne
- The Pitcher
- MC DV8
- Slim Shore
- Toneshifterz
- Dj Dozer
- Jack of Sound